# كريستيان بوليدو
كريستيان بوليدو (بالإسبانية: Cristian Felipe Pulido)‏ (20 يوليو 1991 في كولومبيا - ) هو لاعب كرة قدم كولومبي في مركز الهجوم.

## وصلات خارجية
- كريستيان بوليدو على موقع قاعدة بيانات كرة القدم.إي يو (الإنجليزية)
- كريستيان بوليدو على موقع Soccerway.com (الإنجليزية)